# مگردیچ آبگار
عالیجناب تر مگردیچ آرکپیسکوپوس آبگار (ارمنی: Գերաշնորհ Տէր Մկրտիչ արք. Աբգար؛  زادهٔ ۴ ژانویهٔ ۱۸۸۴ - درگذشته ۱۹۶۷) کشیش، کاتولیسیسم اسقف اعظم ارمنی‌تبار اهل ایران بود. 

## زندگی‌نامه
وی در ۴ ژانویهٔ ۱۸۸۴ در جلفای نو به دنیا آمد .  وی در ۱۹۶۷ در سن ۸۳ سالگی در تهران درگذشت.